# Poruczyn
Poruczyn – wieś na Ukrainie w rejonie tarnopolskim (do 2020 brzeżańskim) należącym do obwodu tarnopolskiego.
W II Rzeczypospolitej miejscowość w powiecie brzeżańskim województwa tarnopolskiego.
W latach 1939–1944 nacjonaliści ukraińscy z OUN-UPA zamordowali 6 Polaków.